# Lac Neltume
Le lac Neltume (espagnol : Lago Neltume) est un lac d'origine glaciaire situé dans la région des Fleuves, au Chili. Il fait partie de l'ensemble des sept lacs.

## Source de la traduction
- (en) Cet article est partiellement ou en totalité issu de l’article de Wikipédia en anglais intitulé « Neltume Lake » (voir la liste des auteurs).